# 雲巖曇晟

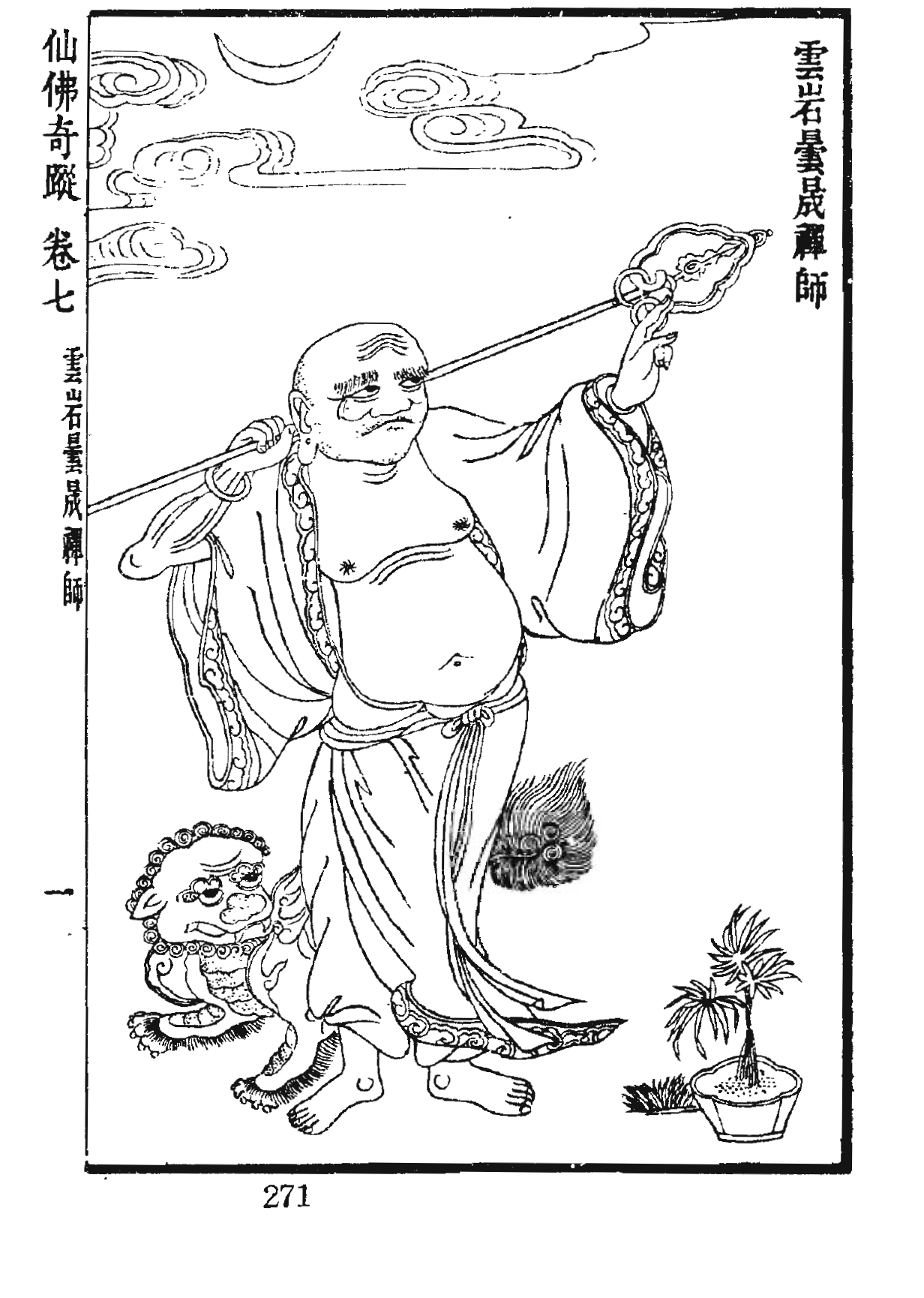
雲巖曇晟

雲巖曇晟禪師（782年—841年），俗姓王，洪州建昌（今江西省永修县），唐朝禪宗祖師人。

## 生平
初从百丈怀海禅师学禅法，未悟。后从药山惟俨禅师，证得心法。住於潭州（今湖南長沙一带）攸县雲巖山（今属醴陵），故人稱雲巖曇晟。弟子有洞山良等。洞山良价禅师和他的弟子曹山本寂禅师开创禅宗“五家”之一的曹洞宗。

## 法嗣

### 師承
- 藥山惟儼

### 弟子
- 洞山良
- 神山僧密

## 文献记载
《祖堂集》、《景德传灯录》等关于昙晟的记载，都有“师（昙晟）禀承药山，后止攸县，大弘法化”之语。现代学者南怀瑾先生在《禅话》一书中，以昙晟直接嗣法于攸县长髭旷禅师名下。